# Bourgondische Successieoorlog
De Bourgondische Successieoorlog duurde van 1477 tot 1482. De inzet was de verdeling van de Bourgondische erflanden tussen Frankrijk en het huis Habsburg, nadat hertog Karel de Stoute was gesneuveld in de Slag bij Nancy op 5 januari 1477.

## Erfenis
Karel de Stoute had geen mannelijke opvolger. Maria van Bourgondië was het enige kind van de overleden hertog en er waren dan ook veel heren die naar haar hand dongen voor de Bourgondische erfenis. Onder hen was Karel, zoon van koning Lodewijk XI van Frankrijk, die formeel de leenheer was van de Bourgondische hertog; deze zag zijn kans schoon toen na de dood van Karel wanorde en opstanden uitbraken (zoals de Gelderse Onafhankelijkheidsoorlog) in de Bourgondische gewesten, en liet verscheidene gebieden bezetten door zijn legers, waaronder zowel het  hertogdom als het vrijgraafschap Bourgondië zelf, Picardië en Artesië. Door Maria te laten huwen met zijn zoon kon hij zich van alle Bourgondische erflanden verzekeren. De erfdochter werd echter door de Staten-Generaal onder druk gezet om de gewesten niet aan Frankrijk uit te leveren. Om zich van binnenlandse steun te verzekeren en de gemoederen te bedaren, verleende Maria 11 februari de Staten-Generaal het Groot Privilege. 

Naast de Franse gegadigde was er ook de krijgsgevangen Gelderse hertog Adolf van Egmont, die werd vrijgelaten op voorwaarde Doornik te veroveren op de Fransen. Daarmee zou Maria's partij twee vliegen in één klap slaan: vrede bewerkstelligen tussen Bourgondië en het opstandige Gelre, en een bondgenootschap tussen de twee machten tegen Frankrijk. Het beleg van Doornik (1477) mislukte echter, wat een herovering van Artesië en Picardië bemoeilijkte. Bovendien sneuvelde Adolf daarbij (27 juni), waarmee de Gelderse kandidaat was uitgeschakeld en de staten van Gelre partij voor Frankrijk kozen.

Maria's oog viel toen op de Habsburgse aartshertog van Oostenrijk, Maximiliaan I. Hij beschikte over genoeg middelen om de Franse legers te weerstaan en de Habsburgse dynastieke vooruitzichten waren gunstig. Op 19 augustus 1477 trouwden ze, en daarmee werden de huizen Bourgondië en Habsburg met elkaar verbonden.

## Oorlog
Hertog Maximiliaan spande zich daarna in om zo veel mogelijk van de Bourgondische erflanden te behouden, waarbij hij zowel Frankrijk in het zuiden als Gelre in het noorden moest bestrijden, en tegelijk binnenlandse opstanden, vooral in Vlaanderen, moest neerslaan. Het behoud van het kernland van het Bourgondische rijk bleek onmogelijk: de Staten van Bourgondië hadden zich op 29 januari al bij de Franse inlijving neergelegd. In 1478 brak een opstand uit, waarbij Auxois, Charolais en Beaune zich van de koning losscheurden, maar ze moesten zich in 1479 opnieuw onderwerpen.
 Lodewijk XI waagde daarop een invasie van Artesië. Op 7 augustus dat jaar behaalden de Vlamingen en Habsburgers een overwinning op de Fransen in de Slag bij Guinegate (1479). Daarna had Maximiliaan zijn handen vol met de Nederlanden, waar hij met meer succes streed tegen de Geldersen. 

## Vrede
Uiteindelijk werd in 1482 te Atrecht vrede gesloten; Maximiliaan erkende de annexatie van de twee Bourgondiën en enkele andere gewesten. Gelre bleef in Bourgondische handen, hoewel de opstand nog niet voorbij was. In 1493 zou Maximiliaan met de vrede van Senlis het Vrijgraafschap, Atrecht en Charolais nog herkrijgen, maar het Bourgondische kernland en Picardië waren voorgoed verloren.